# Maxime Maziers (restaurant)
Pour les articles homonymes, voir Bruneau.
Maxime Maziers est Chef International. Son restaurant gastronomique Bruneau by Maxime Maziers était installé à Bruxelles en Belgique, dans la commune de Ganshoren (15/20 au guide Gault-Millau) jusqu'en 2023. Le restaurant était connu sous le nom Bruneau jusqu'en 2018. L'enseigne a fermé ses portes définitivement en avril 2023. 

## Historique
L'enseigne a ouvert ses portes en mars 1975 et a obtenu sa première étoile Michelin en 1977, distinction qu'elle a conservée jusqu'en 1982, où une seconde étoile a été accordée. En 1988, le restaurant reçoit sa 3e étoile, qu'il va conserver durant seize ans. Il perd une étoile en 2004, puis la seconde en 2010. 
Son chef et fondateur Jean-Pierre Bruneau a quitté son restaurant le 22 janvier 2018. L'établissement a été repris en 2018 par Maxime Maziers, ancien sous-chef de Jean-Pierre Bruneau. Il a été rebaptisé « Bruneau by Maxime Maziers » en juin 2018 lors de sa réouverture. Maxime Maziers a été élu « Jeune Chef de l'Année » par le guide Gault-Millau.  
En octobre 2022, son propriétaire décide de renommer le restaurant Maxime Maziers. L'enseigne va déménager courant 2023 dans un autre quartier de Bruxelles. 
Le restaurant fait aveu de faillite en avril 2023 et ferme définitivement ses portes. Son site web a été fermé en juin 2024. Maxime Maziers rejoint ensuite le restaurant TRB Hutong à Pékin (1 étoile Michelin), dont il devient le Chef jusqu'en 2024. Aujourd'hui, il est Executive Chef à Pékin en Chine. 

### Étoiles Michelin
- 1977-1982
- 1982-1988
- 1988-2004
- 2004-2010
- 2010-2018

### Gault et Millau
- 15/20[10]